# Jožef Petrovič (glasbenik)
Jožef Petrovič, slovenski glasbenik in kapelnik, *17. december 1889, Sela na Krasu, † 10. marec 1980, Šempeter pri Gorici.

## Življenje in delo
Rojen je bil v kmečki družini očetu Antonu in materi Katarini (roj. Blažič), oba sta bila iz Sel.
Domači župnik je pri mladem Jožefu opazil njegovo nadarjenost za glasbo.
Tako ga je oče po osnovni šoli leta 1904 peljal v Salezijanski zavod na Rakovniku, kjer je postal kapelnik in se hkrati učil igrati na pihala.
Šolal se je še v Vidmu  pri kapelniku Pietru Tonelliju in v Oswieczimu na Poljskem.
Po devetih letih šolanja se je leta 1913 vrnil na Rakovnik in tam ustanovil svojo prvo 30-člansko godbo.
V prvi svetovni vojni je bil kot sanitetni vojak vpoklican na rusko fronto v Galicijo, zaradi bolezni pa se je vrnil v Ljubljano in delal pri Rdečem križu.
Od tam je bil poslan na soško fronto in padel v italijansko ujetništvo.
Leta 1919 se je Petrovič vrnil domov in začel ustanavljati godbe, najprej v rojstni vasi, Selah na Krasu, nato še v okolici, v Brestovici, Mirnu in Komnu.
Pod njegovim vodstvom je bil maja 1922 ustanovljen slovenski godbeni krožek v Gorici, ki je deloval do leta 1926, v Gorici je ustanovil tudi gledališko skupino s sedežem v Trgovskem domu.
Po letu 1926 se je znašel pod fašističnim pritiskom.
Italijani so hoteli, da se jim pridruži, a ker je to zavrnil, so ga začeli preganjati.
Arhiv in instrumente je rešil pred požigom in ilegalno pobegnil na Vrhniko in naprej v Ribnico in Kočevje.
Zaradi spora je leta 1930 odšel v Maribor in Hrastnik, kjer je pomagal pri ustanovitvi godbe.
Kot kapelnik je deloval še v Vršacu in na Sladkem Vrhu ob Muri, kjer je bil zaposlen v tovarni.
Ob začetku druge svetovne vojne se je s Šentilja umaknil najprej v Ljubljano in nato na Primorsko, kjer so ga Italijani aretirali in mučili.
Zaprt je bil v tržaških zaporih.
Po kapitulaciji Italije je deloval v narodnoosvobodilnem gibanju v Biljani v Goriških brdih.
Tam je tik pred osvoboditvijo na skrivaj pripravil godbo, s katero so nastopali 2. maja 1945 v osvobojeni Gorici.
Po vojni je vodil več godb v Brdih, godbi pa je oblikoval tudi v Ajdovščini in v Vrhpolju.
Nekaj časa je poučeval v glasbeni šoli v Ajdovščini.
Bil je prvi dirigent nekdanje gasilske godbe v Novi Gorici, ki jo je vodil v letih 1959–1962.
Pomagal je k obuditvi godbe v Svetem pri Komnu.
Kako je o Petrovičevem delu zapisal eden od njegovih naslednikov:
Niso vsa semena vzkalila, toda semen je bilo veliko in zato je tudi veliko orkestrov, ki so se razrasli, in ki še danes z večjimi ali manjšimi uspehi delujejo.
 In ne malo zaslug za to ima naš slovenski ljudski kapelnik Jožef Petrovič.— E. H. ob 90-letnici Jožefa Petroviča, Naše novice, 1979.
Leta 1966 je doživel hudo prometno nesrečo in zato končal z dirigiranjem.
Dosegel je visoko starost in se je vedno rad udeleževal koncertov godb na Primorskem in Štajerskem.
Zadnja leta življenja je kot invalid preživel v Šempasu.
V življenju je ustanovil 25 godb, izšolal preko 1000 godbenikov in štiri kapelnike.
Na stara leta je uredil osebni arhiv, ki ga je v hrambo prevzel Pokrajinski arhiv v Novi Gorici.
Med tem gradivom je tudi korespondenca z drugimi godbeniki.
Umrl je v šempetrski bolnišnici, pokopan pa je v rojstni vasi, Selah na Krasu.

## Kronologija orkestrov
- Rakovnik 1913[9]

- Sela na Krasu 1919
- Godbeni zbor v Brestovici 1920[13]
- Goriški godbeni krožek 1922–1926[14][3]
- Godbeni krožek v Mirnu 1922–1924[14][3][15]
- Komen
- Dol
- Štandrež
- Godba v Gorici
- Godbeno društvo Vrhnika (danes Pihalni orkester Vrhnika)
- Nova Štifta pri Ribnici
- Mestna godba Kočevje (danes Pihalni orkester Kočevje) 1927–1930[16][17][18]
- Mokronog
- Steklarska godba na pihala Hrastnik (danes Steklarska godba Hrastnik) 1930–1931[19][20]
- Poštna godba v Mariboru (danes Pihalni orkester KUD Pošta Maribor) 1931–1935[11][21]
- Vršac
- Sladki Vrh
- Biljana
- Godbeno društvo Medana (1945–1948)[22][23]
- Opajska pleh muzika (Godba na pihala Opatje selo) 1946–1948[24]
- Godbeni krožek v Ajdovščini 1949–1951[8]
- Gasilska mladinska godba Vrhpolje (danes Pihalni orkester Vrhpolje) 1951–1954[5][25][26]
- Pleh banda z's S'tjega (Pihalni orkester Sveto) 1955[27]
- Godba na pihala Goče 1955–1958[28]
- Gasilska godba v Novi Gorici (danes Goriški pihalni orkester) 1959–1962[10][9]
- Godbeno društvo Lokavec (Godba na pihala Lokavec) 1960–1963[29][30]
- Kostanjevica na Krasu
- Vipavski Križ
- Briška godba na pihala (danes Pihalni orkester Brda) 1971–1972[31][22][32]

## Priznanja
- 1977 Delavska godba Kočevje: Priznanje (ob 50-letnici godbe)[12]